# Alex Karp
Alexander Caedmon Karp, född 2 oktober 1967 i New York USA, är en amerikansk entreprenör och affärsman. Han är medgrundare och VD för dataanalysföretaget Palantir Technologies. Hans förmögenhet uppskattades januari 2022 till cirka 1,5 miljarder amerikanska dollar.